# 덕원여자고등학교
덕원여자고등학교(德源女子高等學校)는 대한민국 서울특별시 강서구 내발산동에 위치한 사립 고등학교이다.

## 학교 연혁
- 1977년 11월 26일 : 학교법인 우진학원 설립인가
- 1977년 11월 26일 : 초대 이사장 이중근 선생 취임
- 1978년 3월 6일 : 제1대 교장에 송성규 선생 취임
- 1978년 4월 29일 : 우진여고 36학급 설립인가
- 1979년 3월 6일 : 교사(본관·과학관동) 준공식 및 개교, 입학식 거행(735명)
- 1982년 2월 11일 : 제1회 졸업식 거행(732명)
- 2007년 2월 8일 : 2006학년도 학교 평가 우수 학교 선정
- 2007년 12월 24일 : 2007학년도 학교 도서관 활성화 우수학교 표창 수상
- 2011년 7월 6일 : 급식실 증축
- 2012년 11월 15일 : 제4회 방과후학교 대상 토요방과후 부문 교과부장관상 수상
- 2014년 12월 30일 : 서울특별시교육청 교육과정 운영 우수상 수상
- 2017년 12월 19일 : 2017학년도 고교교육력제고 우수프로그램 교육부총리 표창 수상
- 2017년 12월 22일 : 맞춤식 진로교육 우수학교 서울특별시 교육감 표창 수상
- 2017년 12월 31일 : 학부모 학교교육 참여 사업 서울특별시 교육감 표창 수상
- 2018년 12월 21일 : 서울독서교육대상 교육감상 수상
- 2021년 2월 23일 : 2020학년도 STEAM 교육활성화 최우수학교 교육부총리상 수상
- 2021년 9월 1일 : 제 10대 교장 유재항 선생 취임
- 2023년 2월 9일 : 덕원여자고등학교 42회 졸업
- 2021년 9월 1일 : 제10대 교장에 유재향 선생 취임
- 2023년 2월 8일 : 덕원여자고등학교 제42회 졸업

## 참고 자료
- 덕원여자고등학교 - 한국교육학술정보원 학교알리미